# Denilson Rosa dos Reis
Denilson Rosa dos Reis (Alvorada, Rio Grande do Sul, 16 de julho de 1968) é fanzineiro, quadrinista e professor de História. 
Criou, em 1987, o fanzine Tchê (que publica artistas de quadrinhos profissionais e amadores) e foi editor, ao lado de Alex Doeppre e Gervásio Santana de Freitas, da revista em quadrinhos independente Quadrante Sul, que circulou em 1988 e 1989. Também é editor dos fanzines Arquivo e O Muro e autor da série de quadrinhos Peryc, o Mercenário, personagem inspirado em Conan que vive aventuras de espada e feitiçaria em um mundo pós-apocaliptico. Foi colunista do site Impulso HQ, publicando matérias e resenhas.
Em 2020, a editora Criativo lançou o álbum Zinebook Tchê: Volume 1, com uma seleção de HQs escritas por Denilson e publicadas originalmente no fanzine Tchê com desenhos de autores como Júlio Shimamoto, Mozart Couto, Daniel HDR, Laudo Ferreira, entre outros.

## Prêmios
Por seu trabalho com o fanzine Tchê, ganhou em 1988 o Troféu Risco de melhor fanzine e, em 2018, o Prêmio Angelo Agostini também de melhor fanzine. Em 2010, ganhou o Prêmio DB Artes na categoria "Edições independentes" por Quadrante Sul. 